# Макино, Мариа
Мариа Макино (яп. 牧野真莉愛 Макино Мариа, род. 2 февраля 2001 года) — японский идол, участница двенадцатого поколения японской поп-группы Morning Musume.

## Биография

### Ранние годы
Мариа Макино родилась 2 февраля 2001 года в городе Нисио, префектуре Айти. Участвовала в прослушивании Morning Musume 10ki Member «Genki Jirushi» Audition, но не смогла пройти.

### 2012
Летом 2012 участвовала в прослушивании Morning Musume 11ki Member «Suppin Utahime» Audition, дошла до финала, но её не взяли. 1 ноября 2012 года Мариа присоединилась к Hello Pro Kenshuusei, а 20 ноября это официально анонсировали.

### 2014
Летом 2014 года успешно приняла участие в прослушивании Morning Musume '14 <Golden> Audition. 30 сентября была представлена на концерте Morning Musume '14 Concert Tour Aki GIVE ME MORE LOVE ~Michishige Sayumi Sotsugyou Kinen Special~, вместе с остальными участницами 12-го поколения - Харуна Огата, Мики Нонака, Аканэ Хага .

### 2015
4 января Макино и остальные участницы 12-го поколения начали вести радиошоу на FM FUJI под названием Morning Musume '15 12ki Nikki. 
5 марта они также начали вести веб-ток-шоу эксклюзивно для членов фан-клуба под названием 12ki Relay.
24 марта вышел её первый сольный DVD Greeting ~Makino Maria~.
14 ноября вышел её первый мини-фотобук Makino Maria Mini Photobook «Greeting -Photobook-».

### 2016
2 февраля отпраздновала своё 15-летие на мероприятии под названием Morning Musume '16 Makino Maria Birthday Event, с двумя шоу в IMA Hall, Токио.
6 августа вышел её инди-фотобук Maria.

### 2017
2 февраля отпраздновала своё 16-летие на мероприятии под названием Morning Musume '17 Makino Maria Birthday Event, с одним шоу в Differ Ariake, Токио.
16 февраля эксклюзивное веб-ток-шоу с 12-м поколением 12ki Relay закрылось с общим количеством 100 эпизодов. 
26 марта радиошоу Morning Musume '17 12ki Nikki также закрылось.
6 апреля участницы Morning Musume 12-го и 13-го поколений начали вести радиошоу на FM FUJI, с названием Morning Musume '17 no Morning Diary. 
30 августа состоялся релиз её первого сольного фотобука  Senkou Hanabi.

### 2018
2 февраля отпраздновала своё 17-летие на мероприятии под названием Morning Musume '18 Makino Maria Birthday Event, с одним шоу в Differ Ariake, Токио. В этот же день состоялся релиз её второго сольного фотобука Maria 17sai. 13 февраля было объявлено, что Макино стала моделью для каталога evelyn's 2018 SS вместе с Юка Миядзаки из Juice=Juice.
7 марта состоялся релиз её сольного Blu-ray Blanc
21 апреля транслировалась третья серия анимэ Major 2nd, в котором Макино озвучила персонажа Мари.
4 июня Макино и остальные участницы 12-го поколения – Харуна Огата, Мики Нонака, Аканэ Хага, участвовали в мероприятии с названием Morning Musume '18 12ki Member Ogata Haruna・Nonaka Miki・Makino Maria・Haga Akane FC Event, с одним шоу в Differ Ariake, Токио.
25 августа состоится релиз её третьего сольного фотобука Summer Days.

## Группы и юниты Hello! Project
- Hello Pro Kenshuusei (2012—2014)
- Morning Musume (2014—)

## Дискография

### Студийные альбомы
Morning Musume
- 15 Thank you, too (2017)
- Hatachi no Morning Musume (2018)
- Best! Morning Musume 20th Anniversary (2019)

### Синглы
Hello Pro Kenshuusei
- «Ten Made Nobore!»
- «Oheso no Kuni Kara Konnichiwa / Ten Made Nobore!»

Другие
- «Zouni de Kenkashiten ja Nee yo» (22 декабря 2017, с Юка Миядзаки и Аяно Кавамура)

## Фильмография

### ТВ-программы
- The Girls Live (2014—2019)

### Веб-программы
- Hello! Project Station (2014—)
- 12ki Relay (2015—2017, эксклюзив фан-клуба)

### Театр
- TRIANGLE (18-28 июня, 2015, Ikebukuro Sunshine Theater, Токио)[22]
- Zoku 11nin Iru! Higashi no Chihei, Nishi no Towa (11-12 июня 2016, Kyoto Gekijo in Kyoto, Киото) (16-26 июня 2016, Ikebukuro Sunshine Theater, Токио)[23]
- Pharaoh no Haka  (2-11 июня 2017, Ikebukuro Sunshine Theater, Токио)[24]
- Pharaoh no Haka ~Hebi Ou Sneferu~ (1—10 июня 2018, Ikebukuro Sunshine Theater, Токио; 15—17 июня 2018, Mielparque Hall, Осака)[25]

### DVD & Blu-ray
Сольные DVD/Blu-ray
| # | Название                | Дата выпуска  | Чарты          | Лейбл              |
| # | Название                | Дата выпуска  | Oricon Blu-ray | Лейбл              |
| - | ----------------------- | ------------- | -------------- | ------------------ |
| 1 | Greeting ~Makino Maria~ | 24 марта 2015 | —              | e-Hello! series    |
| 2 | Blanc                   | 7 марта 2018  | 18             | Zetima (EPXE-5128) |

### Фотокниги
Сольные фотокниги
1. Maria (6 августа 2016, Oddysey Books, ISBN 978-4-9086-4301-9)
2. Senkou Hanabi (30 августа 2017, Oddysey Books, ISBN 978-4-8470-4933-0)
3. Maria 17sai (2 февраля 2018, Wani Books, ISBN 978-4-8470-4991-0)
4. Summer Days (25 августа 2018, Odyssey Books, ISBN 978-4-8470-8137-8)
5. María 18 años (2 февраля 2019, Wani Books, ISBN 978-4-8470-8191-0)
6. Maria19 (2 февраля 2020, Wani Books, ISBN 978-4-8470-8271-9)
7. Maria Hatachi (2 февраля 2021, Wani Books, ISBN 978-4-8470-8353-2)

Мини-фотокниги
- Makino Maria Mini Photobook "Greeting -Photobook-" (14 сентября 2015, Oddysey Books)[28]

Совместные фотокниги
- Morning Musume 12ki OFFICIAL BOOK (12 декабря 2016, Wani Books, ISBN 978-4-8470-4879-1)[29]
- Morning Musume '17 Shijou Drama "Haikei, Haru-senpai! ~Higashi-Azabu Koukou Hakusho~" (11 декабря 2017, Wani Books, ISBN 978-4-8470-4982-8)[30]
- Morning Musume 20 Shuunen Kinen Official Book (19 июня 2018, Wani Books, ISBN 978-4-8470-8125-5)[31]
- Morning Musume '18 Micchaku Documentary Photobook "NO DAY , BUT TODAY 21 Nenme ni Kaita Yumetachi VOL.1" (14 сентября 2018, Tokyo News Service, ISBN 4863368216)
- Morning Musume '18 Micchaku Documentary Photobook "NO DAY , BUT TODAY 21 Nenme ni Kaita Yumetachi VOL.2" (14 сентября 2018, Tokyo News Service, ISBN 4863368224)
- Morning Musume '18 Micchaku Documentary Photobook "NO DAY , BUT TODAY 21 Nenme ni Kaita Yumetachi VOL.3" (14 сентября 2018, Tokyo News Service, ISBN 4863368232)

## См.также
- Morning Musume
- Список участниц Morning Musume
- Дискография Morning Musume